# Charles Morris (baron Morris de Grasmere)
Pour les articles homonymes, voir Charles Morris et Morris.
Charles Richard Morris, baron Morris de Grasmere,  (25 janvier 1898 - 30 mai 1990) est un philosophe, universitaire et vice-chancelier de l'Université de Leeds.

## Biographie
Morris est né à Sutton Valence, Kent, et fait ses études à la Tonbridge School et au Trinity College d'Oxford. De 1921 à 1943, il est fellow et tuteur en philosophie au Balliol College d'Oxford. Pendant la Seconde Guerre mondiale, à partir de 1939, il participe à l'effort de guerre en travaillant comme fonctionnaire, au ministère de l'Approvisionnement (jusqu'en 1942) puis au ministère de la Production (1942–1943). Il est nommé directeur de la King Edward's School de Birmingham en 1941 et prend ses fonctions en 1943. Il est ensuite vice-chancelier de l'Université de Leeds de 1948 à 1963. En 1955, il ouvre la Netherhall School à Maryport en Cumbria.
Morris est président du Conseil pour la formation en travail social et du Conseil pour la formation des visiteurs médicaux .
Il épouse Mary de Sélincourt, la fille d'Ernest de Sélincourt : ils ont un fils et une fille, et écrivent ensemble un livre, A History of Political Ideas. Son beau-frère lui fait découvrir le Lake District, puis son épouse hérite d'une maison à Grasmere, dans le South Lakeland, qui devient leur résidence principale lorsqu'il prend sa retraite. Il meurt à Grasmere en 1990 à l'âge de 92 ans.

## Hommages et distinctions
Il est anobli en 1957, puis en 1967, il devient pair à vie avec le titre de « baron Morris de Grasmere, de Grasmere dans le comté de Westmorland ». Il est nommé chevalier commandeur de l'ordre de Saint-Michel et Saint-Georges (KCMG) en 1963 et reçoit plusieurs doctorats honoris causa. 
En 1966, l'université de Leeds ouvre le Charles Morris Hall of Residence qui porte son nom .